# Adonisea rivulosa
Adonisea rivulosa là một loài bướm đêm trong họ Noctuidae.